# Decaphora trabiformis
Decaphora trabiformis är en spindelart som beskrevs av Franganillo 1931. Decaphora trabiformis ingår i släktet Decaphora och familjen jättekrabbspindlar.
Artens utbredningsområde är Kuba. Inga underarter finns listade i Catalogue of Life.